# 月刊ベースボールTV!
月刊ベースボールTV!（げっかんベースボールティービー）は、日本テレビで2007年に放送されていたプロ野球情報番組。主に読売ジャイアンツや斎藤佑樹に関することが放送された。
後継番組は『NEWS ZERO特別版「ZERO野球」』。

## 出演者
- メインMC：遠藤章造（ココリコ）
- 野球解説：宮本和知
- 女性リポーター：山内麻美
- 進行：山本真純（日本テレビアナウンサー）
- ロケアナ：上重聡（同上）

## 放送時間
- 日本テレビ…2007年シーズンのみ（1ヶ月に1度程）10:30 - 11:25

## 放送場所
- 日本テレビゼロスタジオ